# Constantin Brăiloiu
Constantin Brăiloiu (Bukarest, 1893. augusztus 13. – Genf, 1958. december 20.) román zeneszerző és nemzetközileg ismert etnomuzikológus.
Tanulmányait Bukarestben (1901-1907), Bécsben (1907-1909), Vevey-ben és Lausanne-ban (1909-1912), valamint Párizsban (1912-1914) végezte. 1920-ban más zeneszerzőkkel együtt megalapította a Societatea Compozitorilor Românt (SCR, Romániai Zeneszerzők Társasága), amelynek 1926-1943 között főtitkára volt.
1928-ban kezdeményezte az Arhiva de folklore (népzenei archívum) zeneszerzői kollektívát, amely hamarosan korának egyik legnagyobb népzenei archívumává vált. 1928-tól Dimitrie Gusti szociológiaprofesszorral együtt járta Románia különböző vidékeit, hogy hangfelvételeket készítsen. 1931-ben publikálta a "Schiţa unei metode de folclor muzical" (A zenei folklór módszerének vázlata) című cikkét, amely az etnomuzikológia egyik alapműve lett.
1943-ban a berni román nagykövetség kulturális tanácsadója lett. A hazájában történt politikai események miatt ettől kezdve Svájcban tartózkodott. 1944-ben Genfben egy másik archívumot szervezett, a Les Archives internationales de musique populaire (AIMP), amely a Genfi Néprajzi Múzeum (Musée d'ethnographie de Genève) része volt. Az AIMP igazgatója volt 1944-től 1958-ban bekövetkezett haláláig, és a világ minden tájáról gyűjtött zenei felvételeket. Különösen 1951 és 1958 között 40 kötetet adott ki a Collection universelle de musique populaire enregistrée (A rögzített népzene egyetemes gyűjteménye) sorozatban, 78 fordulat/perces lemezeken. 1948-ban a párizsi CNRS adjunktusa (maître de conférence) lett.
Brăiloiu 1946-tól a Román Akadémia levelező tagja volt.

## Művei
- Schiţa unei metode de folclor muzical ("Esquisse d'une méthode de folklore musical"). In: Boabe de Grâu, Jg. 2, Nr. 4, 1931.
- Sur une ballade roumaine : (la Mioritza). Kundig, Geneva 1946.
- A propos du Jodel. In: Kongressbericht der Internationalen Gesellschaft für Musikwissenschaft, 4. Kongress, Basel 1949. Bärenreiter Verlag, Basel 1951, S. 69–71.
- Le rythme aksak. Abbeville 1952.
- Sur une mélodie russe. In: Pierre Souvtchinsky, Vladimir Fédorov, Gisèle Brelet (Hrsg.): Musique russe. Presses universitaires de France, Paris 1953.
- Le vers populaire roumain chanté. Ed. de l'Institut universitaire roumain Charles I, Paris 1956.
- La rythmique enfantine : notions liminaires. Elsevier, Paris/Brussels 1956.
- Folklore musical. Encyclopédie de la musique; Fasquelle, Paris 1959.
- Réflexions sur la création musicale collective. In: Diogène. (Paris) Nr. 25, 1959, S. 83–93.
- Vie musicale d'un village: recherches sur le répertoire de Dragus (Roumanie) 1929-1932. Institut universitaire roumain Charles Ier, Paris 1960.
- Problèmes d'ethnomusicologie. Minkoff Reprint, Geneva 1973. (Összegyűjtött művek, szerkesztette Gilbert Rouget)
- Problems of ethnomusicology. Cambridge University Press, Cambridge 1984. (A. L. Lloyd fordította angolra az összegyűjtött művekből.)
- Opere 1-5. Ed. Muzicală a Uniunii compozitorilor din Republica Socialistă România, Bukarest, Bd. 1: 1967, Bd. 2: 1969, Bd. 3: 1974, Bd. 4: 1979, Bd. 5: 1981. (Összegyűjtött művek, fordította és szerkesztette Emilia Comişel.)
- Opere 6. Prima Parte. Editura Muzicală, Bukarest 1998. (Társszerző Emilia Comişel.)